# اولوی جمال ارکین
اولوی جمال ارکین (به ترکی استانبولی: Ulvi Cemal Erkin) (تلفظ ترکی استانبولی: [ulˈvi dʒeˈmal eɾˈcin] (14 مارس ۱۹۰۶–۱۵ سپتامبر ۱۹۷۲) یکی از پیشگامان موسیقی سمفونیک در ترکیه بود که بعداً به نام پنج ترکیه‌ای شناخته شدند. این آهنگسازان جهت‌گیری موسیقی را در جمهوری تازه تأسیس ترکیه تعیین کردند. این آهنگسازان با استفاده از آخشیج‌های موسیقی محلی ترکیه، کار خود را از موسیقی سمفونیک غربی متمایز کردند.

## زندگی‌نامه
استعداد اولوی جمال ارکین در موسیقی در سنین کودکی توسط مادرش، که خودش پیانونواز بود، آشکار شد. پدر وی کارمند ارشد دولت در دولت عثمانی بود و زمانی که ارکین هفت ساله بود در اثر بیماری سپتیسمی درگذشت. مادر بیوه و سه پسرش به عمارت پدربزرگ مادری که مقام عالی‌رتبه امپراتوری عثمانی بود نقل مکان کردند.
ارکین اولین دوره‌های پیانو را از، یک فرانسوی به نام مرسنیر آموخت و بعداً زیر نظر آدینولوف که استاد مشهور موسیقی در استانبول بود مهارتش را گسترش داد. وی سپس از دبیرستان گالاتاسارای فارغ‌التحصیل شد. h, همزمان با تحصیلات در دبیرستان گالاتاسارای که به زبان فرانسوی بود، تلاش خود را در راه تبدیل شدن به یک نوازنده نیز دنبال کرد.
جمهوری تازه تأسیس ترکیه با هدف مدرنیزاسیون و غربی شدن در هر جنبه ای از زندگی از جمله موسیقی پا به ترکیه گذاشت. آتاتورک مدت‌ها بود که به نوسازی فکر کرده و بسیار مشتاق مدرنیزاسیون در ترکیه بود. برای این منظور بورس‌های تحصیلی به دانشجویان جوان برای تحصیل در دانشگاه‌های اروپایی اعطا می‌شد. ارکین در نوزده سالگی در امتحان وزارت آموزش و پرورش قبول شد و برای تحصیل موسیقی به پاریس رفت. وی در هنرستان پاریس و کنسرواتوار پاریس تحصیل کرد. وی پیانو را زیر نظر ایزیدور فیلیپ و آهنگسازی را با ژان گالون، نوئل گالون و نادیا بولانژه آموخت.
وی پس از بازگشت به ترکیه در سال ۱۹۳۰، در مدرسه آموزش موسیقی، شروع به آموزش کرد. وی با همسرش فرهنده ارکین (نیی رمزی) در این مدرسه آشنا شد و آنها در ۲۹ سپتامبر ۱۹۳۲، با هم ازدواج کردند.
ارکین در سال ۱۹۴۳ به دلیل کنسرت‌های پیانویش جایزه بزرگ حزب جمهوری‌خواه خلق را به همراه احمد عدنان سایگون و حسن فرید آلنار به دست آورد. او همان سال مجموعه ارکستر معروف Köçekçe را نوشت. آلفرد کورتو ایده آهنگسازی کنسرت پیانو را در بازدیدی که از ترکیه داشت به وی داد.
مجموعه کنسرت‌های پیانو و مجموعه Köçekçe در ارکستر سمفونیک ریاست جمهوری در ۱۱ مارس ۱۹۴۳ اجرا شد. بنا به درخواست سفیر آلمان، فرانتس فون پاپن، این کنسرت پیانو در ۸ اکتبر ۱۹۴۳ در برلین آلمان نیز اجرا شد.موسیقی ارکین به خاطر کیفیت، گرما و سادگی ظاهری‌اش در برانگیختن شور و شوق عموم مردم ترکیه نسبت به موسیقی چندصدایی بسیار مؤثر بود و آثارش در زمره آثار پر اجرایی است که تا به امروز هم اجرا می‌شود.
آثار ارکین به‌طور گسترده و مکرراً در خارج از ترکیه اجرا و پخش می‌شود و خود او نیز کارهای خود را با ارکستر فیلارمونیک چک، ارکستر کلن در نمایشگاه بروکسل و ارکستر سمفونیک رادیو پاریس اجرا کرده‌است.
قلب ارکین از اواخر دهه چهلم زندگیش دچار مشکل شده بود و او در ۱۵ سپتامبر ۱۹۷۲ در سن ۶۵ سالگی در اثر آخرین سکته مغزی که داشت درگذشت. قبر وی در گورستان کارشیلا در آنکارا است.

## افتخارات
ارکین نایل به کسب نشان پالم آکادمیک، لژیون دونور، و مدال جمهوری ایتالیا شده‌است. وی در سال ۱۹۷۱ عنوان «هنرمند دولت» را از طرف دولت ترکیه به دست آورد.. تمبر پستی در بزرگداشت ارکین در سال ۱۹۸۵ توسط سامانه پستی ترکیه صادر شد.

## آثار
- دو رقص
- کنسرتینو
- پنج قطره
- بلبلان و ماه کامل
- لالایی
- عید
- چهارتایی زهی
- احساس‌ها
- شش ترانه محلی
- دوازده ترانه محلی در دو بخش
- هفت ترانه محلی
- کنسرتوی پیانو
- Köçekçe
- شش ترانه محلی برای گروه سرود
- سونات
- سمفونی شماره یک
- کنسرت ویولون
- سمفونی شماره دو
- Karagöz, .
- ده تارنه محلی برای گروه سرود
- شش پیش‌درآمد برای پیانو